# TAM (tanc)
Tanque Argentino Mediano („Tanc Mediu Argentinian”), sau TAM, este principalul tanc de luptă în serviciu în armata argentiniană. Lipsit de experiență și resurse pentru a proiecta un tanc, Ministerul Apărării Argentinei a contractat compania germană Thyssen-Henschel. Vehiculul a fost dezvoltat de o echipă de ingineri germană și una argentineană, bazându-se pe șasiul vehiculului de luptă a infanteriei germane Marder.
TAM a îndeplinit cerința Armatei Argentiniene pentru un tanc modern și rapid, cu o siluetă joasă și putere de foc suficientă pentru a învinge amenințările blindate contemporane. Dezvoltarea a început în 1974 și a dus la construcția a trei prototipuri de producție la începutul anului 1977 și construcția pe scară largă în 1979. Locul asamblării a avut mărimea de 9600 m² la fabrica TAMSE, fondată în acest scop de către guvernul argentinian. Dificultățile economice au oprit producția în 1983, dar fabricația a reînceput în 1994, până ce a îndeplinit comanda armatei de 200 de tancuri.
Seria TAM include șapte variante diferite, cum ar fi obuziere autopropulsate de 155 mm și un mortier autopropulsat. În total, au fost construite peste 280 de astfel de vehicule, inclusiv transportoarele blindate de trupe, artilerie și piese de mortiere. TAM și VCTP au fost fabricate și pentru armata peruană, tancuri ce ar fi revenit Armatei Argentiniene atunci când Peru ar fi reziliat contractul. Și TAM-urile au concurat pentru comenzile de export, dar în cele din urmă, acestea nu au fost exportate.
TAM nu a participat niciodată în luptă, cu toate că 17 VCTP (Vehiculele de Luptă ale Infanteriei bazate pe șasiu TAM) au fost dislocate în Croația într-o misiune de menținere a păcii sub egida ONU (UNPROFOR).

## Dezvoltare
În timpul anilor 1960, Argentina a încercat să-și  înlocuiască flota de tancuri uzate, care includea tancuri britanice Sherman Firefly V și M3A1 americane, datând din primii ani după cel de-al Doilea Război Mondial. În încercările lor de a procura echipamente din Statele Unite ale Americii, Argentina ar fi putut importa numai 50 M41 Walker Bulldog (nelivrate) și 250 de transportoare blindate M113.

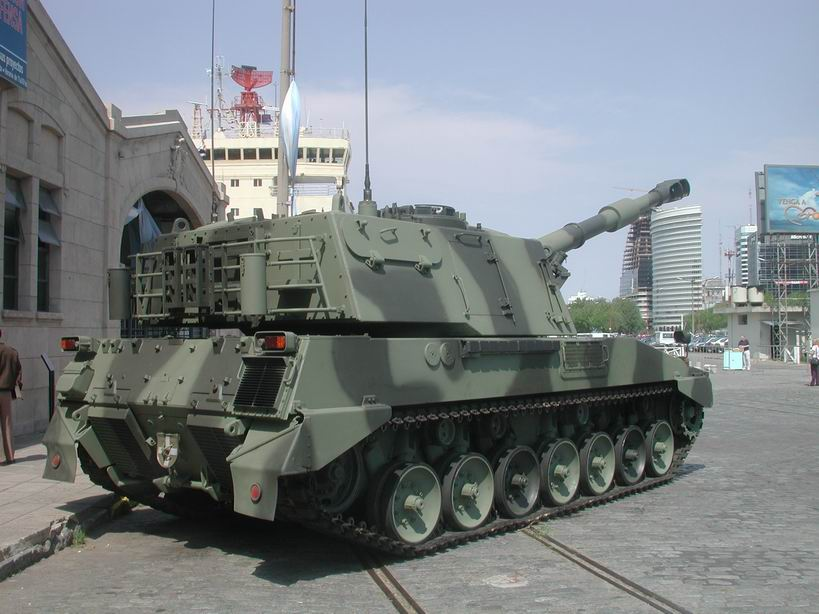
TAM VCA 155 Palmaria

Atunci când Statele Unite ale Americii au respins cererile de echipamente suplimentare, guvernul argentinian a apelat la cealaltă parte a Atlanticului, punând în acțiune "Plan Europa" (Planul Europa). S-a sperat că tehnologia europeană ar putea stimula industria Argentinei și astfel țara ar putea produce armament propriu în viitor. Argentina obține 80 de tancuri ușoare AMX-13, precum și 180 AMX-VCI și 24 AMX-155 F3, de la guvernul francez, fabricând în țară aproape de 40 AMX-13S și 60 AMX-VCI. Tancurile AMX-30 (din Franța) și Leopard 1 (din Germania)au fost luate în calcul, de asemenea,  ca posibili înlocuitori pentru flota de tancuri Sherman argentiniană.
În 1973 Ministerul Apărării Argentinei a emis o serie de cerințe pentru un tanc ce va intra în serviciu în anii 1980. Vehiculul blindat nu va cântări mai mult de 30 de tone, se va deplasa cu o viteză maximă de 70 km/h, având autonomia de cel puțin 500 km pe drumuri. Ar trebui să fie înarmat cu un tun modern de calibru 105 mm , două mitraliere și lansatoare de grenade. Proiectanții tancului ar trebui să ia în considerare și infrastructura existentă în Argentina, inclusiv capacitățile de transport pe calea ferată, podurile și rețeaua rutieră, precum și terenul variat al țării. 

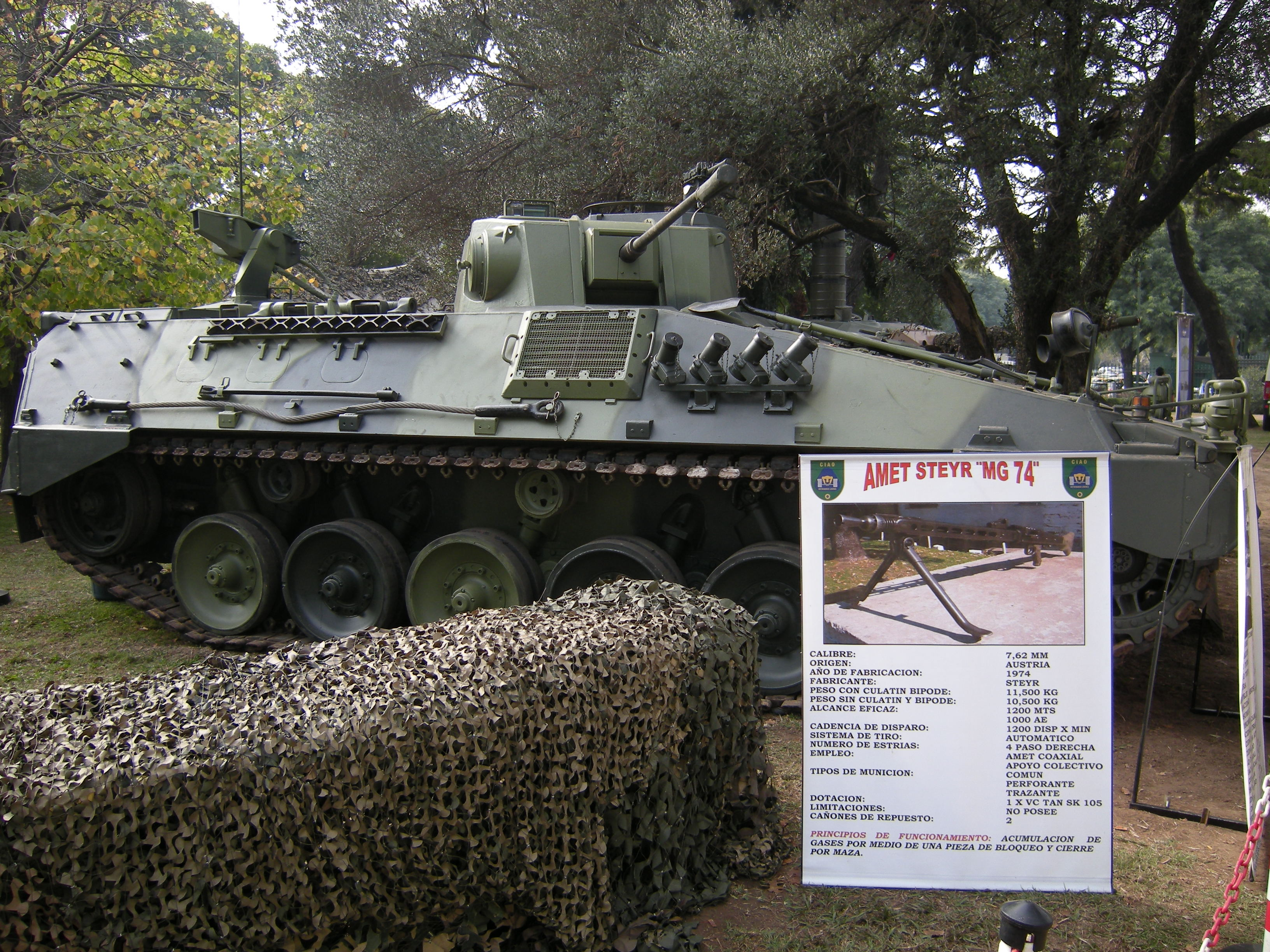
Un TAM VCTP, mai 2008

La sfârșitul anului 1973, a fost înființat Proyecto de Tanque Argentino Mediano (Proiectul Tancului Argentinian Mediu), cu scopul de a proiecta și dezvolta un tanc al Armatei Argentiniene. Lipsit de experiență și de tehnologia necesară, guvernul argentinian a căutat o colaborare cu o companie străină, care s-a finalizat cu un contract încheiat cu firma germană Thyssen-Henschel. Contractul a prevăzut un transfer de tehnologie, care s-a finalizat cu un program de dezvoltare a unui tanc, în conformitate cu cerințele guvernului și la care a participat o echipă tehnică, care a inclus atât inginerii germani cât și pe cei argentinieni. S-a decis să se folosească carcasa transportatorului blindat german de trupe Marder , iar șasiul să fie ranforsat și proiectat pentru a suporta creșterea în greutate a TAM . Au fost fabricate două prototipuri, unul la sfârșitul anului 1976 și altul la începutul anului 1977 , care au fost supuse unor teste ample timp de doi ani în care au parcurs o distanță de 10.000 de km pe drumuri. În același timp, a fost fabricat un alt prototip, în continuarea procesului de proiectare a vehiculului , completând cele trei prototipuri cerute, astfel cum s-a prevăzut în contract.
Cerințele noului tanc pentru puterea de foc au fost îndeplinite prin montarea unui tun britanic Royal Ordnance L7A1 cu calibrul 105 mm, ca tun principal. Ulterior, acest tun a fost înlocuit cu un tun L7A2 modificat și în cele din urmă cu tunul firmei Rheinmetall Rh-105-30 de 105 mm. Acest tun este fabricat în Argentina, sub denumirea FM K.4 Modelo 1L . Avantajele tunului Rh-105-30 includ greutatea mică, dimensiuni compacte și letalitate crescută . Spre deosebire de Rh-105-30, K. FM 4 nu are o frână de gură . Tunul poate fi ridicat la 18 de grade sau coborât la -7 grade pe TAM . Mecanismul de recul hidraulic are o gamă extinsă de 580 de mm pentru a absorbi forța reculului de 34 tone. Acesta este conceput pentru a trage în armura a M735A1 pe care o penetrează, putând perfora un blindaj cu grosimea maximă de 370 mm la distanța de 1.000 de metri. Acesta poate, de asemenea, să tragă proictile explozive anti-tanc, proiectile cumulative și proievtile fumigene . Armamentul secundar al tancului include o mitralieră jumelată FN MAG 60-40 de 7.62 mm (0,3 inch) și o a doua mitralieră FN MAG 60-20, montată pe plafonul turelei lui TAM  ca mitralieră antiaeriană . Sistemul de tragere și ochire include un laser Nd:YAG, cu o rază de 9900 de metri și un calculator balistic FLER-HG pentru a calcula soluțiile de tragere în scopul de a ajuta trăgătorul să-și atingă obiectivul. Comandantul tancului folosește un periscop panoramic Zeiss PERI-R/TA, cu un grosisment x8 și unul x2.

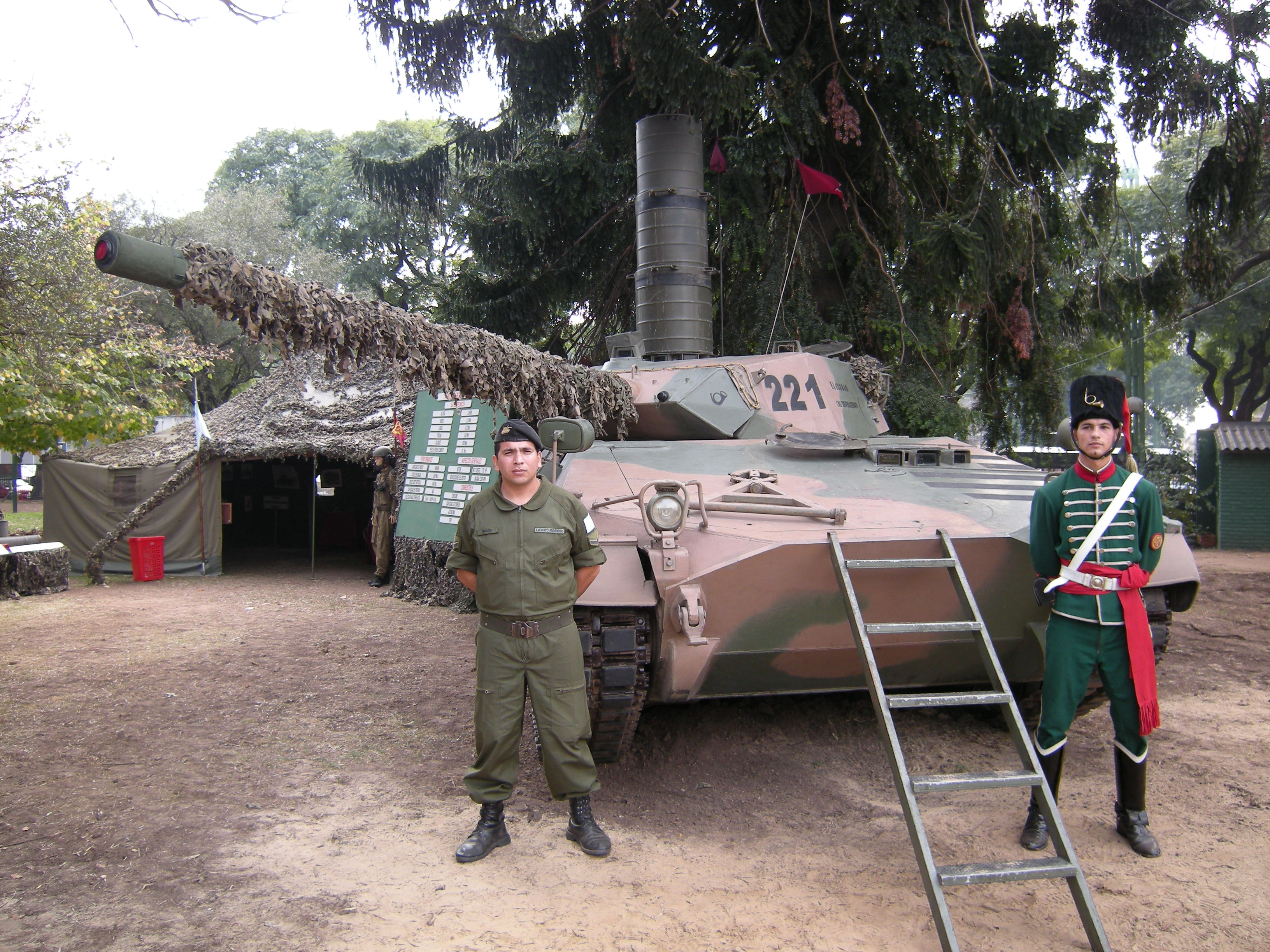
Un tanc TAM echipat cu un snorkel, într-o expoziție a Armatei Argentiniene

Cerințele motorului pentru TAM includeau greutate și volum reduse, dar cu un ritm rapid de accelerare și cu fiabilitate ridicată. Programul a ales MTU MB-833 Ka 500 ca motor diesel, care produce 720 cai putere (540 kW) la 2.400 rpm . Acesta îi conferă tancului TAM un raport putere-greutate de 24 de cai putere per tonă și o viteză maximă de 75 km/h pe drumuri și 40 km/h în teren accidentat . Cu un rezervor de 680 litri de combustibil intern, TAM poate circula 500 km. Autonomia sa este extinsă la 900 km (560 km) în cazul în care vehiculul este echipat cu două rezervoare externe auxiliare de combustibil cu o capacitate de 200 l.Transmisia lui TAM este de tip Renk HSWL-204 automată, cu un convertor de cuplu hidrodinamic . Un sistem de frânare dublu include frâne hidraulice ce au discul de frânare pe roțile folosite în cazul deplasării pe șosea, suspensia fiind o bară de torsiune.
Supraviețuirea lui TAM este dependentă de turela sa cu profil jos, bazată pe cea a Leopard 1A4 și Leopard 2 , împreună cu blindajul său fizic. El are 50 mm, înclinat fiind la 75 de grade pe placa turelei și 32 de grade înclinație pe părți ale vehiculului. Acesta oferă protecție împotriva proiectilelor anti-blindaj de tun de până la 35 mm (1,4 inci) .În față, turela este protejată de 50 mm de blindaj din oțel la un unghi de 32 grade .Deși greutatea și protecția tancului prin blindajul disponibil sunt inferioare cu alte tancuri luptă principale, acesta are avantajul de o mobilitate tactică mai bună pe terenul țării de origine.
Ca o societate privată, Rheinmetall Landsysteme a construit al patrulea prototip.Finalizat în 1978, el a adăugat un periscop PERI R12, conceput inițial pentru Leopard 1A4, pentru comandantul tancului.Artileristul și încărcătorul au primit fiecare un periscop de zi.Pentru a permite echipajului să tragă în mod eficient pe timp de noapte, s-a montat o cameră foto LLLTV pe mantletă, fiind mutată în elevație cu arma principală.În plus, tancul i-a fost dat un motor mai puternic cu 750 CP metrici (551.62 kW) .Programul a mărit grosimea armurii pentru protecție suplimentară.
În 2010, un program de modernizare a fost anunțat.Contractantul israelian de apărare Elbit Systems a fost ales pentru a oferi 3-axe de giro-stabilizare, și cel mai probabil tunul L7A2 105mm va fi înlocuit cu un tun de 120 mm, mai puternic, cum ar fi tunul L44 de 120 mm.

## Variante
Un număr de variante au fost construite pe același șasiu ca a tancului TAM. Programul original, a fost numit pentru proiectarea unui vehicul de luptă a infanteriei, iar în 1977, programul de fabricare a terminat prototipul de Vehículo de Combate Transporte de Personal (vehicul de transport personal de luptă), sau VCTP . VCTP este capabil să transporte o echipă de 12 oameni, inclusiv liderul echipei, și nouă carabinieri. Liderul echipei este situat în turela vehiculului; un pușcaș stă în spatele lui și alți șase sunt așezați în șasiu, alți 8 stau să manevreze mitraliera și nouă sunt așezați în turelă cu pușcașul. Toți membrii personalului pot trage cu armele lor de foc din interiorul vehiculului, și turela VCTP este înarmată cu un auto-tun Rheinmetall Rh-202 de 20 mm (0.79 inch). VCTP deține muniție pentru 880 runde ale auto-tunului, inclusiv câteva runde de subcalibrul DM63.De asemenea, este înarmat cu o mitralieră FN MAG 60-20 de 7.62 mm pe acoperișul turelei. Infanteria poate ieși printr-o ușă pe partea din spate a corpului . Comandantul are șapte periscoape de observare, în timp ce trăgătorul are trei periscoape de observare.

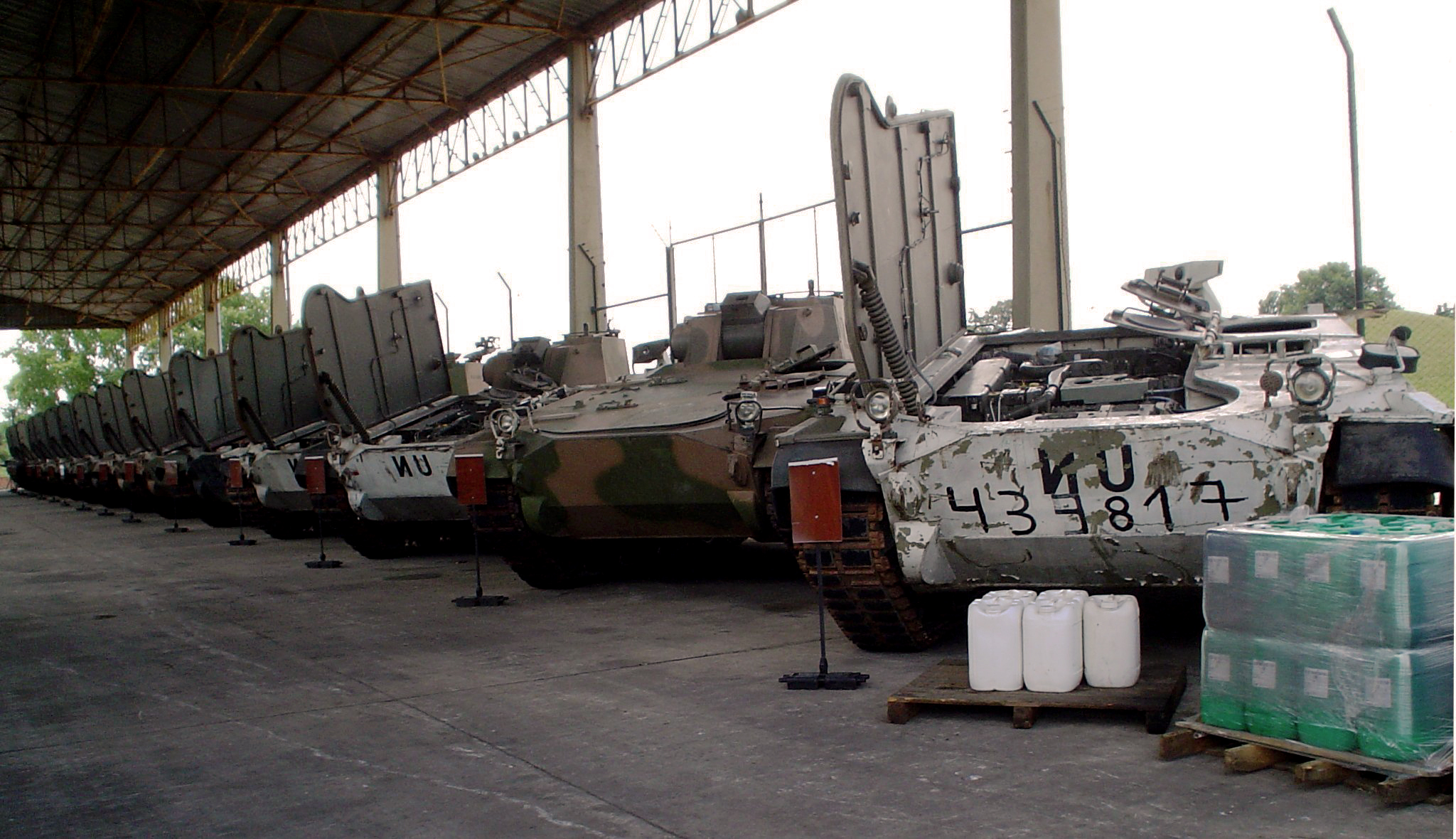
16 VCTP-uri argentiniene parcate într-o misiune de pace în Croația

Variantele includ de asemenea Vehículo de Combate de Artillería de 155 mm (Vehicul-artilerie de luptă de 155 mm), sau VCA 155, și Vehículo de Combate Transporte de Mortero (vehicul de luptă transportator de mortiere), sau VCTM.VCA-155 are un șasiu TAM alungit echipat cu obuziere atopropulsate pe turelă Oto Melara e Palmaria de 155 mm (6.1 inch) . Acesta trage cu  28 proiectile, dintre care 23 sunt stocate în spațiul din turelă .VCTM poartă un mortier intern AM-50 de 120 mm (4.72 inch) , care are o tragere maximă de 9500 de metri (31,167.98 ft) și o rată de foc de la 8 la 12 focuri pe minut.Bazat pe șasiu TAM, Vehículo de Combate Puesto de Mando  (vehicul de luptă comandor), sau VCPC, este o altă variantă proiectată în 1982 .Vehículo de Combate Lanzacohetes (vehicul de luptă lansator de rachete), sau VCLC, proiectat în 1986, bazându-se de asemenea pe șasiu TAM și poate fi echipat cu rachete de 160 mm (6,3 inci) și 350 mm (13,8 inch) .Un vehicul de luptă de tip ambulanță, folosit în scopuri militare și utilitare, Vehículo de Combate Ambulancia (VCA), și un vehicul blindat de recuperare, Vehículo de Combate de Recuperación (VCRT) sunt alte variante de luptă a tancului.
| Abilitate/Model        | VCTP                     | VCA 155                | VCTM                 | VCPC                          | VCLC                      | VCA                  | VCRT                 |
| ---------------------- | ------------------------ | ---------------------- | -------------------- | ----------------------------- | ------------------------- | -------------------- | -------------------- |
| Greutate               | 28,2 tm (31,1 tone)      | 40 tm (44,1 tone)      | 26 tm (28,7 t)       | 25 tm (27,6 t)                | 32 tm (35,3 t)            | 28 tm (30,9 t)       | 32 tm (35,3 t)       |
| Armament               | auto-tun Rh-202 de 20 mm | obuzier L/41 de 155 mm | mortier de 120 mm    | mtrl. FN MAG 60-20 de 7,62 mm | rachete de 160 sau 350 mm | armament inexistent  | exact ca la VCPC     |
| Autonomie pe șosea     | 590 km (366 mile)        | 520 km (323 mile)      | 520 km (323 mile)    | 520 km (323 mile)             | 520 km (323 mile)         | 520 km (323 mile)    | 520 km (323 mile)    |
| Raport putere-greutate | 24 CP/tm 23 CP/t         | 18 CP/tm 16,5 CP/t     | 28,8 CP/tm 25,1 CP/t | 28,8 CP/tm 25,1 CP/t          | 22,5 CP/tm 20,4 CP/t      | 26,7 CP/tm 26,4 CP/t | 22,5 CP/tm 20,4 CP/t |
| Viteză max. pe șosea   | 74 km/h (47 mph)         | 55 km/h (34 mph)       | 74 km/h (47 mph)     | 74 km/h (47 mph)              | 74 km/h (47 mph)          | 74 km/h (47 mph)     | 74 km/h (47 mph)     |

## Producție

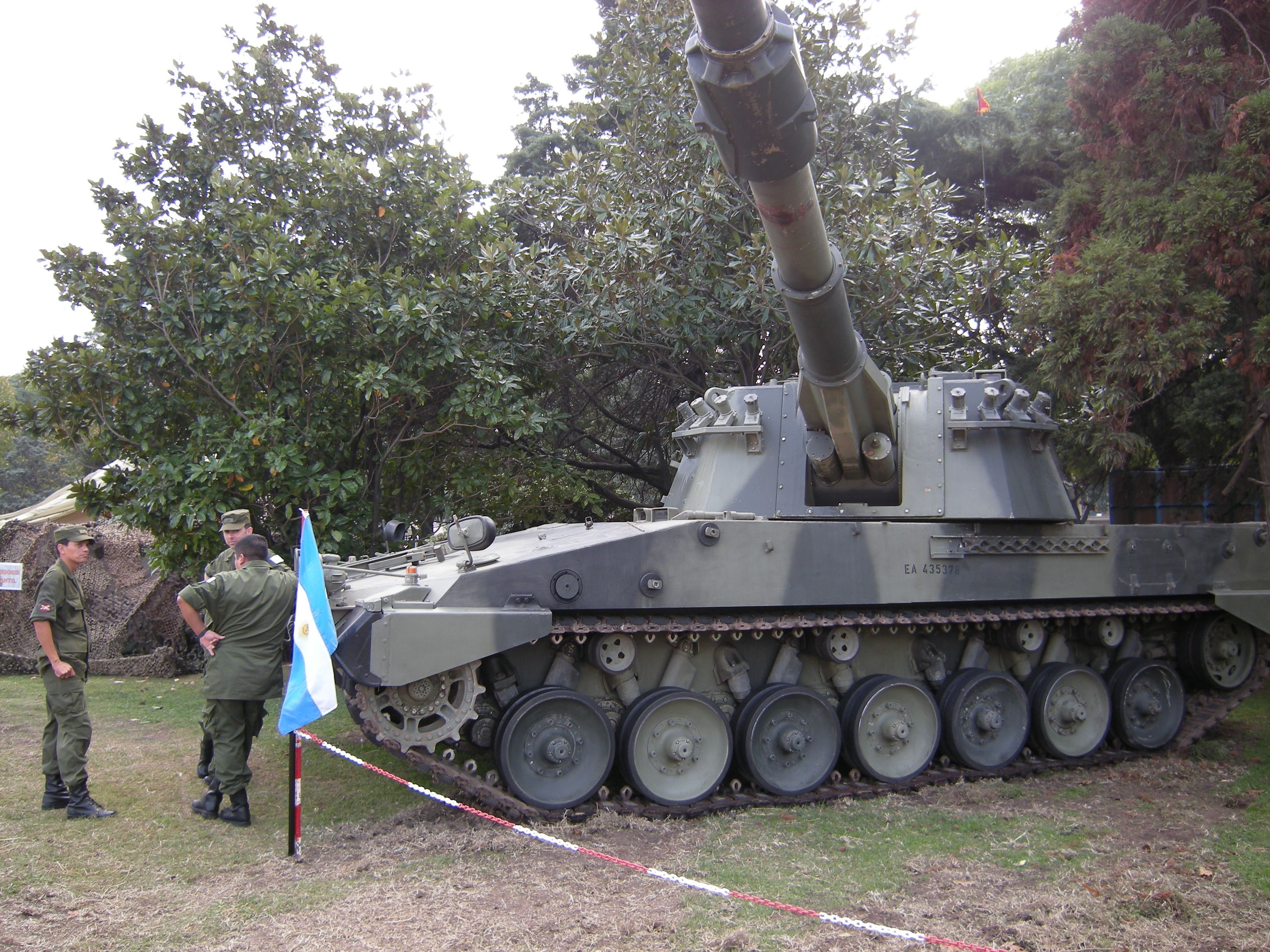
Un VCA 155

Producția a început în 1979, cu intenția de a construi un total de 512 vehicule blindate (200 de tancuri și 312 mașini de luptă pentru infanterie VCTP ). Problemele economice, cu toate acestea, au încheiat producția în 1983, cu doar 150 de TAM-uri si 100 VCTP-uri construite. Aceste vehicule au fost produse de o companie argentiniană, Tanque Argentino Sociedad del Estado Mediano (sau TAMSE), fondată de către guvern în martie 1980. 70% din componentele TAM au fost fabricate în Argentina, în timp ce 30% fabricate în Germania corespundeau transmisiei, opticii și sistemului de ochire și țintire electronic. În 1983, 20 TAM-uri și 26 VCTP-uri au fost livrate Armatei Argentiniene după ce o cerere inițială de 80 TAM-uri de către Peru a fost anulată din cauza unor probleme bugetare. În 1991, TAMSE și liniile de producție TAM au fost închise, deși în 1994 a fost reactivat TAMSE pentru a finaliza o comandă pentru 120 de TAM-uri și VCTP-uri pentru a înlocui M4 Sherman în Brigada 2 Cavalerie Blindată a Armatei Argentiniene. Până în 1995 Armata Argentinei a fost echipată cu 200 tancuri TAM și 216 vehicule blindate VCTP și VCPC . Deși 25 VCA-155 au fost planificate inițial pentru producție începând cu 1990 , doar 19 au fost finalizate și livrate în anul 1995, împreună cu 50 de VCTM-uri . Numărul celelalte variante ale TAM, inclusiv VCRT, VCLC, VAC n-au fost puse în producție din cauza restricțiilor bugetare.
Fabrica TAMSE are 9600 m² (103.300 ft²). Fabrica este complet acoperită, cu două depozite pentru stocarea componentelor, laboratoarele de control al calității, un birou de proiect, o cameră de testare a motoarelor și un poligon de tragere. De asemenea, participă la producția de TAM și componente pentru companiile Argentina Militar Uzine General San Martín (fabrică șasiuri), Río Tercero (tunurile și armamentul) și Bator Cocchis, SA.

## Export și istoria bătăliilor

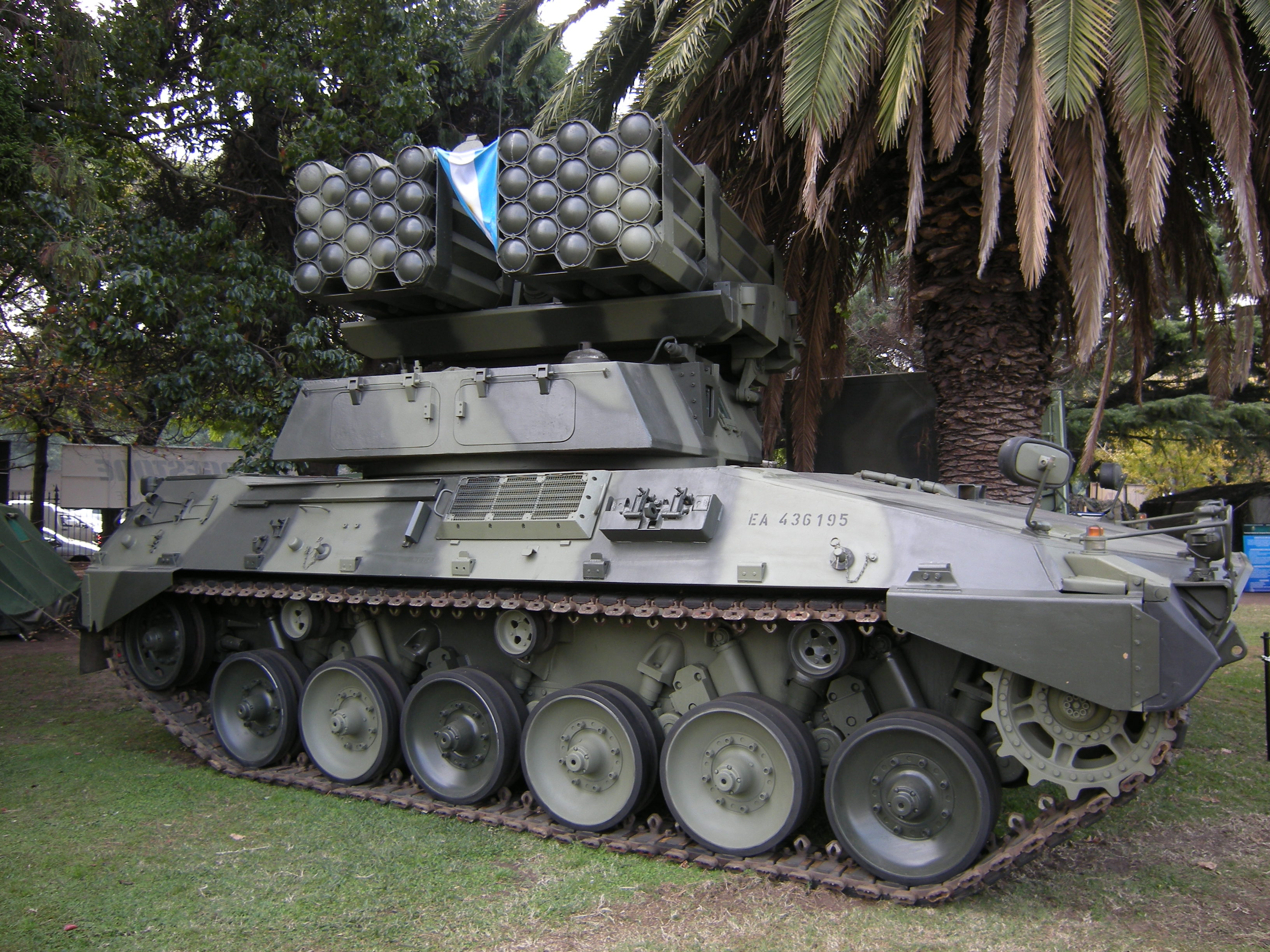
VCLC în timpul Expoziție Armatei Argentinei în 2008

Deși TAM nu a fost exportat, un număr de națiuni au fost interesate de a cumpăra. În 1981, Malaezia a semnat un contract pentru 102 de vehicule din familia TAM, inclusiv tancul, VCTP și VCRT (redenumind acestea Lion, Tiger și Elephant, respectiv). Cu toate acestea, niciuna dintre aceste vehicule nu au fost livrate și Malaezia a ales să-și procure PT-91 din Polonia. La mijlocul lui 1983, Peru a stabilit un contract pentru 80 de TAM-uri. Ordinul a fost, însă, anulat din cauza problemelor bugetare după ce 20 de tancuri au fost finalizate. Un ordin similar a fost stabilit de Panama în 1984, cu toate că acest contract a fost, de asemenea, anulat . În 1989 TAM a concurat într-o ordine de achiziții publice de tancuri din Ecuador, alături de americanul tanc ușor Stingray, austriacul SK-105 Kürassier și francezul tanc ușor AMX-13-105. TAM a realizat 950 din 1.000 de puncte, în timp ce cel mai apropiat concurent a câștigat 750 de puncte, dar în cele din urmă Ecuador nu a procurat niciunul dintre vehiculele prezentate.
În Orientul Mijlociu, atât Iran și Arabia Saudită și-au exprimat interesul în TAM. Afacerea iranienilor a căzut după ce Arabia Saudită și Irak au apelat cu succes în Germania pentru a anula comanda . TAMSE a încercat să vândă 60 de tancuri prin intermediul unei companii din Panama, Agrometal, oferind aceastei companii un comision în valoare de 10% din prețul contractului. Acest lucru a eșuat atunci când TAMSE a scăzut prețul vehiculelor, înfuriind guvernul iranian, care a anulat ulterior oferta . Afacerea Arabiei Saudite a fost distrusă atunci când Israel a făcut apel la Germania pentru a anula comanda , din nou. În cazul incapabilității de a exporta tancul, guvernul argentinian a închis fabrica de TAM în 1995.

### Bătălii
TAM nu a participat la Războiul din Insulele Falkland, astfel cum acesta nu a intrat în exploatare înainte de sfârșitul conflictului. Mai târziu, șaptesprezece VCTP au fost trimise cu un batalion din Argentina în Iugoslavia în timpul unei operațiuni a Organizației Națiunilor Unite de menținere a păcii.